# Trận Cassano d'Adda
Trận of Cassano d'Adda là một trận chiến diễn ra vào ngày 27 tháng 4 năm 1799 gần Cassano d'Adda, một địa phương thuộc Ý ngày nay, cách Milan 28 cây số về phía Đông Bắc. Trong trận này, liên quân Nga-Áo dưới sự chỉ huy của vị Nguyên soái lừng danh Aleksandr Vasilyevich Suvorov đã đánh bại quân đội Cộng hòa Pháp do tướng Jean Victor Marie Moreau chỉ huy. Trận đánh này là một trong những sự kiện diễn ra trong cuộc chiến Liên minh thứ hai và cũng là một phần của Chiến tranh Cách mạng Pháp. Đại tướng Áo là Michael von Melas đã lập công lớn trong trận này, chọc thủng phòng tuyến quân Pháp.
Với thắng lợi vẻ vang này, quân Liên minh Nga - Áo đã tóm gọn được đến 7 nghìn tù binh Pháp.

## Bối cảnh
Trong khi Napoléon Bonaparte đang bận bịu với cuộc viễn chinh Ai Cập, các quốc gia phong kiến của Liên minh thứ hai mở một cuộc tấn công vào phần lãnh thổ Ý do Pháp kiểm soát. Thiếu tướng Barthélemy Louis Joseph Schérer Pháp giao chiến với quân Áo trong một số trận đánh tại Pastrengo, Verona, và Legnago vào ngày 26 tháng 3 năm 1799. Sau đó, vào ngày 4 tháng 4, Trung tướng Áo Kray Pál đánh bại Schérer tại trận Magnano, thất bại này buộc người Pháp phải triệt thoái liên tục trong một thời gian dài. Schérer đã cố gắng lập một phòng tuyến tại các sông Mincio và Oglio nhằm chặn bước quân Áo nhưng thất bại khi Thiếu tướng Josef Philipp Vukassovich tập kích vào cánh Bắc của Schérer. Không còn cách nào khác, Schérer buộc phải giao quyền chỉ huy quân đội cho Thiếu tướng Jean Moreau. Về phía quân đồng minh, lực lượng Nga do Nguyên soái Suvorov chỉ huy cũng đã có mặt tại trận tuyến.
Khi liên quân Nga-Áo hợp binh, Xuvôrốp trở thành chỉ huy trưởng của liên quân thay cho Kray Pál. Và khi Đại tướng Kỵ binh Michael von Melas được cử tới mặt trận, ông cũng thay thế Kray trong chức vụ Tổng chỉ huy quân Áo. Vì vậy, mặc dù được thăng lên hàm Quân giới (Feldzeugmeister), Kray Pál chỉ được bổ nhiệm làm chỉ huy trong Trận vây hãm Mantua (1799) kéo dài từ tháng 4 cho đến khi thành Mantua đầu hàng vào ngày 28 tháng 7.

### Sách tham khảo
- Eggenberger, David. An Encyclopedia of Battles. New York: Dover Publications, 1985. ISBN 0-486-24913-1
- Smith, Digby. The Napoleonic Wars Data Book. London: Greenhill, 1998. ISBN 1-85367-276-9